# Rebecca Morrison
Rebecca Morrison (Bristol, 22 de agosto de 1996) es una deportista británica que compite por Escocia en curling. Ganó dos medallas de bronce en el Campeonato Europeo de Curling, en los años 2022 y 2024.

## Palmarés internacional
| Representando a Escocia |                    |                   |        |
| Campeonato Europeo      |                    |                   |        |
| Año                     | Lugar              | Medalla           | Prueba |
| 2022                    | Östersund (Suecia) | Medalla de bronce | Equipo |
| 2024                    | Lohja (Finlandia)  | Medalla de bronce | Equipo |